# MKL1
Le MKL1 (pour « megakaryoblastic leukemia 1 »), ou MRTF-A (pour « myocardin-related transcription A ») est une protéine. Son gène, MKL1, est situé sur le chromosome 22 humain.

## Rôles
Il est exprimé dans les tissus fœtaux et adultes. Il interagit avec le SRF en augmentant son activité. 
Au niveau cardiaque, il contrôle l'activité des myofibroblastes au décours d'un infarctus du myocarde, favorisant la formation d'une fibrose. Au cours de l'étirement des cardiomyocytes, son expression augmente, favorisant la sécrétion de BNP. sous une stimulation de l'angiotensine 2, il augmente la production d'endothéline par un mécanisme épigénétique, favorisant l'hypertrophie du muscle cardiaque. Il permet également l'activation de la NADPH oxydase des macrophages, toujours par épigénétique.